# Liste der Bodendenkmäler in Gerbrunn
Auf dieser Seite sind die Bodendenkmäler in der unterfränkischen Gemeinde Gerbrunn zusammengestellt. Diese Tabelle ist eine Teilliste der Liste der Bodendenkmäler in Bayern. Grundlage ist die Bayerische Denkmalliste, die auf Basis des Bayerischen Denkmalschutzgesetzes vom 1. Oktober 1973 erstmals erstellt wurde und seither durch das Bayerische Landesamt für Denkmalpflege geführt wird. Die folgenden Angaben ersetzen nicht die rechtsverbindliche Auskunft der Denkmalschutzbehörde.

## Bodendenkmäler in Gerbrunn
| Lage                                  | Objekt | Akten-Nr.     | Bild                   |
| ------------------------------------- | --- | ------------- | ---------------------- |
| (Standort)                            | Siedlung der jüngeren Latènezeit. | D-6-6225-0141 |                        |
| Nähe Randersackerer Straße (Standort) | Archäologische Befunde im Bereich der mittelalterlichen und frühneuzeitlichen ehemaligen katholischen Pfarrkirche St. Nikolaus von Gerbrunn. | D-6-6225-0308 | Archäologische Befunde |
| (Standort)                            | Siedlung der Bronzezeit, der Hallstattzeit und der jüngeren Latènezeit.                                                                      | D-6-6226-0002 |                        |
| (Standort)                            | Siedlung der Hallstattzeit. | D-6-6226-0003 |                        |
| (Standort)                            | Siedlung vorgeschichtlicher Zeitstellung. | D-6-6226-0036 |                        |
| (Standort)                            | Siedlung der Urnenfelderzeit. | D-6-6226-0037 |                        |
| (Standort)                            | Siedlung der Bronzezeit. | D-6-6226-0038 |                        |